# ジョン・ウェスリー・ヤング
- ジョン・ウェズレー・ヤング
- ジョン・ウェスレー・ヤング
- ジョン・ウェスリー・ヤング

ジョン・ウェスリー・ヤング（英: John Wesley Young、1879年11月17日、コロンバス - 1932年2月17日
、ハノーバー）は、オズワルド・ヴェブレンとともに射影幾何学の公理を導入した数学者。射影幾何学の2冊の著作とヴェブレン・ヤングの定理の証明で著名。ユークリッド幾何学の提唱者で、非ユークリッド幾何学よりも実質的に"more convenient to employ"（より便利に扱える）ものだと主張とした。ヤングの代数学と幾何学の講演は1911年に書籍 Lectures on Fundamental Concepts of Algebra and Geometry にまとめられた。

## 経歴
1879年、ウィリアム・ヘンリー・ヤング（William Henry Young）と、マリー・ルイーズ・ワイデンホーン・ヤング（Marie Louise Widenhorn Young）の間に生まれた。父ウィリアムはウェストバージニア州出身で、両親はネイティブアメリカン。市民戦争従事後、ドイツ領事館に任命された。またオハイオ大学で数学を教えた。母マリエはパリで生まれ、フランス語、ドイツ語を流暢に話した。
ジョン・ヤングは、父の職業の都合で、ヨーロッパとアメリカで育った。ドイツではカールスルーエとバーデン＝バーデンで、アメリカではオハイオ州のコロンバスで学んだ。1903年コーネル大学で数学のM.A.を獲得した。
1907年6月20日、マリー・ルイーズ・アストン（Mary Louise Aston）と結婚し、娘エリザベス（Mary Elizabeth）とアレン（Mrs. Allyn）を儲けた。
1903年から1911年の間、ヤングはノースウェスタン大学、プリンストン大学、イリノイ大学、カンザス大学、シカゴ大学の職務に就いていた。1911年から1919年まではダートマス大学数学科長、1923年から1925年は同大学のチェアマンを務めた。没日の2日前まで、講義を行っていた。

## 出版物
- Projective geometry with Oswald Veblen, Ginn and co., 1910–1918[4][5][6]
- Lectures on Fundamental Concepts of Algebra and Geometry 1911
- Projective Geometry. 4 of Carus Mathematical Monographs. Chicago: Open Court. (1930)[7]